# Култхард, Элис
Элис Култхард (англ. Alice Coulthard; род. 1983, Лондон) — английская актриса.

## Биография
Элис Култхард родилась в 1983 году в Лондоне, Англия. Окончила школу Фортисмер, а затем — Ливерпульский университет.
В июле 2010 года вышла замуж за бас-гитариста группы «White Rose Movement» Оуэна Дика.

## Карьера
Актёрский дебют Элис состоялся в 1993 году в фильме «Цементный сад». Наиболее известна по ролям в сериалах «Ферма Эммердейл» и «Последний корабль».
Озвучивала персонажей игр «Game of Thrones: A Telltale Games Series» и «The Order: 1886».
В 2016 году получила премию «Bentonville Film Festival» в категории «Лучшая актриса» за роль в фильме «Жозефина».

## Фильмография
| Год       |     | Русское название                         | Оригинальное название                    | Роль                         |
| --------- | --- | ---------------------------------------- | ---------------------------------------- | ---------------------------- |
| 1993      | ф   | Цементный сад                            | The Cement Garden                        | Сью                          |
| 2007      | тф  | Секс, город и я                          | Sex, the City and Me                     | официантка                   |
| 2007      | с   | Холби Сити                               | Holby City                               | Ребекка Шарп                 |
| 2008      | кор | До свидания, привет                      | Goodbye, Hello                           | Люси                         |
| 2008      | с   | Чисто английское убийство                | The Bill                                 | Энджи Роджерс                |
| 2009—2011 | с   | Ферма Эммердейл                          | Emmerdale                                | Мэйзи Уайлд                  |
| 2012      | с   | Криминальные истории                     | Crime Stories                            | Лиэнн Стивенс                |
| 2013      | с   | Катастрофа                               | Casualty                                 | Эмма Питни                   |
| 2014      | ки  | Game of Thrones: A Telltale Games Series | Game of Thrones: A Telltale Games Series | леди / одичалая              |
| 2014—2015 | с   | Последний корабль                        | The Last Ship                            | Келли Тофет                  |
| 2015      | ки  | The Order: 1886                          | The Order: 1886                          | Изабо Даргайл / леди Игрейна |
| 2016      | ф   | Жозефина                                 | Josephine                                | Жозефина Робисон             |
| 2017      | ки  | Lone Echo                                | Lone Echo                                | Оливия Роудс                 |
| 2021      | ки  | Lone Echo II                             | Lone Echo II                             | Оливия Роудс                 |
| 2023      | ф   |                                          | Uppercut                                 | Бриджит                      |
| 2023      | ф   |                                          | The Containment                          | Мэй                          |